# Roze menievogel
De roze menievogel (Pericrocotus roseus) is een zangvogel uit de familie Campephagidae (rupsvogels).

## Verspreiding en leefgebied
Deze soort komt voor van de Himalaya tot zuidelijk Thailand.